# 禅林寺 (三鷹市)

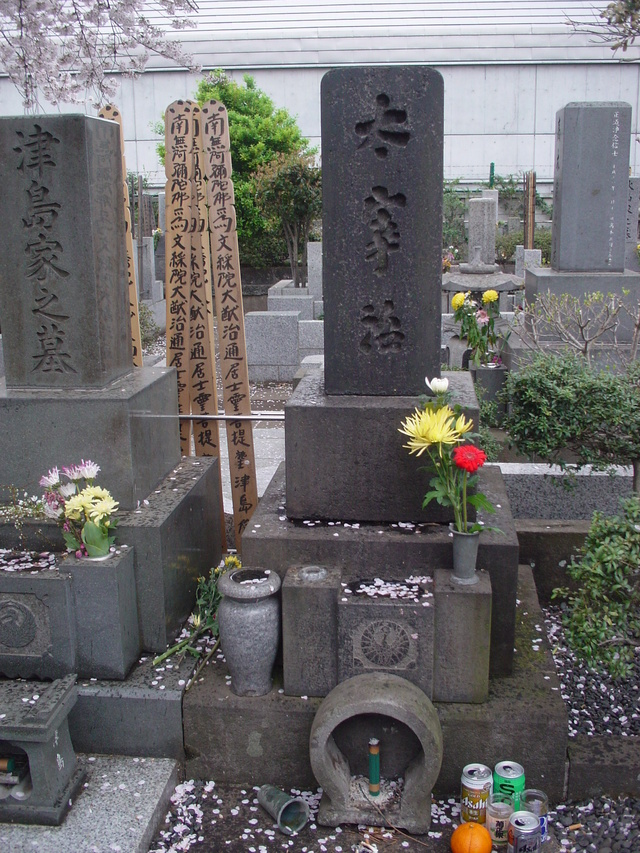
太宰治の墓

禅林寺（ぜんりんじ）は、東京都三鷹市にある黄檗宗の寺院である。山号は霊泉山。
寺は三鷹駅の南方、三鷹市域のほぼ中央に位置し、境内には玉川上水に入水した太宰治の墓がある。墓は元あった寺院の被災により同寺に移転してきた森鷗外の墓の向かいに、鴎外を尊敬していた太宰自身の希望により建てられた。毎年誕生日（命日は6月13日）である6月19日には、太宰を偲んで桜桃忌が開かれる。
当寺域から北側は三鷹駅の北側まで境内と同じ幅で当寺の所有地が続くが、これは江戸幕府が割り当てたものである。
現在の住職は仏教学者の木村得玄。

## 歴史
江戸時代初期 明暦の大火によって移住させられてきた神田連雀町の町民が浄土真宗本願寺派の寺院として創建。
元禄13年（1770年）8月 台風で倒壊、黄檗宗の賢洲元養が再興。禅林寺に改名。

## 伽藍
- 弁天堂
- 十三塔 - 明暦大火の慰霊として
- 三鷹事件遭難者慰霊塔

## 文化財

### 墓
- 森鷗外
- 太宰治

当寺を太宰の墓所に定める際は、檀家の猛烈な反対を慈悲深い当時の住職が説得したという。
- 津島美知子 - 太宰治夫人。太宰の墓の隣に建てられた。
- 木村宜豊（宜豊永昌） - 当寺第16代住職、第53世黄檗宗管長

## 施設
- 宗派に関わらず利用可能な斎場である「第一霊泉斎場」・「第二霊泉斎場」を所有。
- 東京黄檗研究所が併設されている。

## 行事
- 6月19日 - 桜桃忌、太宰治の法要
- 7月9日- 鴎外忌、森鴎外の法要。毎年、太宰の桜桃忌の献花が枯れた頃に行われることで、文学好きの間では有名。鴎外ファンは、鴎外に献花するとともに彼を崇拝した太宰に敬意を表し、感謝を込めて太宰の墓にも新しい花を供える。

## 交通アクセス
- JR中央本線三鷹駅から徒歩10分